# Christoph 6
Christoph 6 ist der Funkrufname eines am Klinikum Links der Weser in Bremen stationierten Rettungshubschraubers, der am 20. Dezember 1973 in Dienst gestellt wurde.

## Geschichte
Am 20. Dezember 1973 wurde Christoph 6 vom damaligen Staatssekretär und späteren Bundesinnenminister Gerhart Baum in Dienst gestellt. Die gelbe BO 105 hatte das Kennzeichen D-HDAX. Erst im November 1974 erhielt der Hubschrauber einen eigenen Hangar. Für den Transport von Frühgeborenen wurde Christoph 1975 mit einem speziellen Hubschrauberinkubator ausgestattet. Bereits 18 Monate nach seiner Indienstnahme flog die Crew ihren 1000. Einsatz.
Am 4. Februar 1980 wurde die BO 105 durch eine Bell 212 abgelöst. Diese hatte eine Rettungswinde an Bord.
Anfang 1996 entschloss sich das Bundesinnenministerium, bundesweit sechs Rettungshubschrauber des Katastrophenschutzes nicht weiter zu betreiben und kündigte auch die Verträge von Christoph 6 in Bremen. Das Land Bremen entschloss sich, die Luftrettung fortzuführen und erteilte der ADAC Luftrettung im Juli 1997 den Zuschlag. Als Fluggerät wurde eine MBB/Kawasaki BK 117 eingesetzt. Diese wurde im August 2011 durch einen Eurocopter EC 135 ersetzt.

## Einsätze
Christoph 6 ist am Klinikum Links der Weser in Bremen stationiert und fliegt Einsätze in der Stadtgemeinde und dem Umland. Der Einsatzradius beträgt ca. 120 km. 2016 wurden 1612 Einsätze geflogen. Das Team besteht aus drei Piloten und acht HEMS. Die Notärzte werden vom Klinikum gestellt.

## Zwischenfälle
- Am 9. Juni 1977 übersah der Pilot während des Landeanfluges eine Hochspannungsleitung. Nach Erkennen der Lage riss er den Steuerknüppel zurück, um sofort zum Stehen zu kommen. Dabei neigte sich das Heck so weit, dass der Heckrotor den Boden berührte. Der Hubschrauber drehte sich und schlug hart auf. Es entstand ein hoher Sachschaden, die Besatzung wurde aber nicht verletzt.[1]
- Bei einem Einsatz am 2. März 1994 übersah der Pilot einen fünf Meter hohen Lichtmast und der gerade in Dienst befindliche Ersatzhubschrauber stürzte ab. Es entstand ein Totalschaden, die Besatzung wurde aber nicht verletzt.[1]
- 2017 landete der Hubschrauber an der Weser und berührte einen Baum. Er wurde mit einem Tieflader abtransportiert.[2]